# 大観音寺 (東京都中央区)
大観音寺（おおかんのんじ）は、東京都中央区にある聖観音宗の寺院。

## 歴史
1878年（明治13年）に開山された。
当院の本尊は、首だけになった鉄製の聖観世音菩薩像（以降「鉄造菩薩頭」とする。）である。元々は鎌倉の新清水寺（現在は廃寺）にあったものだが、1258年（正嘉2年）の火災で崩落してしまった。その後、井戸を掘ったところ、首だけの鉄造菩薩頭が発掘されて、小堂に安置された。そういう経緯から、その井戸のことを「鉄ノ井（くろがねのい）」と呼ぶようになった。
明治になり、この鉄造菩薩頭を東京に移すことになり、1874年（明治9年）に仮堂を建てた。これが、当寺の起源である。
浅草寺とは本末関係にあり、1950年（昭和25年）に浅草寺が「聖観音宗」を開宗した際に、当寺も天台宗から聖観音宗に転宗した。
2011年（平成23年）3月11日の東日本大震災の際に、真正面に向いていた鉄造菩薩頭が、やや右の方向（真東）に向いていた。他の仏像や仏具は特にひっくり返ってもいなかった。そのことから「平成の不思議顕現」と呼ばれるようになり、開扉日も毎月17日に加えて11日も開くようになった。

## 交通アクセス
- 人形町駅より徒歩2分。